# Осек (Вармінсько-Мазурське воєводство)
Осек (пол. Osiek, нім. Hermsdorf) — село в Польщі, у гміні Ґодково Ельблонзького повіту Вармінсько-Мазурського воєводства.
Населення — 200 осіб (2011).
У 1975-1998 роках село належало до Ельблонзького воєводства.

## Демографія
Демографічна структура станом на 31 березня 2011 року:
|          | Загалом | Допрацездатний вік | Працездатний вік | Постпрацездатний вік |
| -------- | ------- | ------------------ | ---------------- | -------------------- |
| Чоловіки | 100     | 18                 | 66               | 16                   |
| Жінки    | 100     | 19                 | 55               | 26                   |
| Разом    | 200     | 37                 | 121              | 42                   |